# Mesopeplum
Mesopeplum is een geslacht van tweekleppigen uit de familie van de Pectinidae (mantelschelpen).

## Soorten
- Mesopeplum burnetti (Zittel, 1865) †
- Mesopeplum convexum (Quoy & Gaimard, 1835)
- Mesopeplum costatostriatum (P. Marshall, 1918) †
- Mesopeplum crawfordi (Hutton, 1873) †
- Mesopeplum dendyi (Hutton, 1902) †
- Mesopeplum fenestratum (Hedley, 1901)
- Mesopeplum hilli (Hutton, 1873) †
- Mesopeplum kaiparaense (Finlay, 1924) †
- Mesopeplum polymorphoides (Zittel, 1865) †
- Mesopeplum syagrus (Marwick, 1924) †
- Mesopeplum toaense (Marwick, 1928) †
- Mesopeplum waikohuense (Marwick, 1931) †